# Andreas Bjelland
Andreas Bjelland (* 11. července 1988, Vedbæk, Dánsko) je dánský fotbalista a reprezentant, který hraje od roku 2012 na postu obránce v nizozemském klubu FC Twente.

## Reprezentační kariéra

### Mládežnické reprezentace
Bjelland nastupoval za dánské reprezentační výběry v kategoriích od 16 let.

### A-mužstvo
V A-týmu Dánska zažil debut v domácím přátelském utkání s Českou republikou 17. listopadu 2010, které skončilo bezbrankovou remízou. Bjelland nastoupil v základní sestavě a odehrál kompletní počet minut. Trenér Morten Olsen jej doplnil na soupisku pro EURO 2012, kde se Dánsko střetlo v základní skupině B („skupina smrti“ - nejtěžší základní skupina na turnaji) postupně s Nizozemskem (9. června, výhra 1:0), Portugalskem (13. června, prohra 2:3) a Německem (17. června, prohra 1:2). Andreas však nezasáhl ani do jednoho zápasu dánského mužstva.
V přátelském střetnutí 2. června 2012 nastoupil v Kodani do druhého poločasu proti Austrálii a jedním gólem přispěl k výhře 2:0. Byl to jeho první gól za dánský národní tým.

### Reprezentační góly
Góly Andrease Bjellanda v A-mužstvu Dánska
| 010                 | 2. 6. 2012   | Parken, Kodaň, Dánsko | Austrálie | 02:0 0(68.) | 2:0 | přátelský zápas        |
| 02                  | 15. 10. 2013 | Parken, Kodaň, Dánsko | Malta     | 03:0 0(28.) | 6:0 | kvalifikace na MS 2014 |
| Platí k 19. 2. 2015 |              |                       |           |             |     |                        |